# 인터넷 익스플로러 3
마이크로소프트 인터넷 익스플로러 3(Microsoft Internet Explorer 3, IE3)은 마이크로소프트에서 만든 그래픽 웹 브라우저로. 윈도우 버전은 1996년 8월 13일. 매킨토시 버전은 1997년 1월 8일에 출시되었다. 이 때부터 넷스케이프와의 본격적인 1차 브라우저 전쟁이 시작되었다. 이것은 처음으로 널리 쓰인 인터넷 익스플로러 버전이지만 넷스케이프만큼의 점유율을 따라가지는 못했다. 그렇지만 이 때부터 인터넷 익스플로러의 점유율은 1996년 6월 3-9%의 점유율에서 1997년 말 20-30%의 점유율로 상승하였다.
인터넷 익스플로러 3은 처음으로 CSS를 지원하기 시작했고. ActiveX 컨트롤 지원과 자바 애플릿 지원을 시작했다. 버전 3.0은 인터넷 메일과 뉴스. 마이크로스프트 넷미팅과 윈도우 주소록을 탑재하였다. 또 윈도우 95 OSR2, OSR2.1, 윈도우 NT 4.0 한국어판에 탑재된 브라우저로. 16비트와 32비트용이 따로 있었다.
인터넷 익스플로러 3은 처음으로 스파이글래스 소스코드를 사용하지 않은 웹 브라우저였지만. 여전히 스파이글래스의 기능은 사용하고 있었다. 그래서 스파이글래스 라이센스 정보가 프로그램 문서에 여전히 적혀 있었다.
2004년 6월 30일부터 윈도우 NT 4.0, 윈도우 2000 RTM 버전과 동시에 지원이 종료되었다.

## 개요
인터넷 익스플로러 3은 윈도우 95 OSR2, OSR2.1과 함께 무료로 배포되었다. 버전 3.0은 인터넷 메일과 뉴스 1.0, 윈도우 주소록을 탑재했고. 인터페이스를 넷스케이프와 비슷하게 만들었으며, 넷스케이프의 플러그인 기술인 NPAPI, ActiveX, 그리고 자바스크립트를 수정한 Script를 지원하기 시작했다. CSS도 인터넷 익스플로러 3에서 지원한다. 사용자 인터페이스도 많이 바뀌었는데, 버튼이 커졌고, 아이콘도 약간 바뀌었으며, 뒤에 회색 배경이 생겼다. 다른 버전과 다르게 인터넷 익스플로러 3으로 업그레이드한 사용자는 이전 버전의 인터넷 익스플로러를 그대로 사용할 수 있다. 또한 즐겨찾기를 이전 버전에서 가져올 수도 있다.

### 보안
프린스톤 워드 매크로 바이러스 루프홀은 인터넷 익스플로러 3 출시 9일 후인 1996년 8월 22일에 발견되었다. 마이크로소프트는 다음날 이 바이러스에 대한 패치를 내놓았다. 그렇지만 사용자들은 앞으로도 더 많은 문제를 찾을 수 있다고 하였다.

### 매킨토시용 인터넷 익스플로러 3.0
매킨토시용 인터넷 익스플로러 3.0은 1997년 1월 8일 파워PC용으로 릴리즈되었다. 이 프로그램은 SSL과 NTLM 보안 프로토콜을 지원한다. 1996년 11월 5일, 마이크로소프트는 매킨토시용 인터넷 익스플로러 3.0의 베타 버전을 출시했는데. HTML 3.2, CSS,자바 애플릿, ActiveX를 지원한다.
68k는 CFM68K라는 운영체제 확장 도구에서 문제가 발견되어서. 68k 매킨토시용은 출시가 계속 지연되다가 5월 14일, 마이크로소프트는 68k용 버전 3.01을 출시했다. 이 버전은 자동 완성 등의 윈도우 버전의 인터넷 익스플로러 4.0에서 추가된 기능을 지원한다. 이것은 자바스크립트 지원도 추가하였고. HTTP 쿠키 매니저도 추가되었다.

## 포함된 소프트웨어
인터넷 익스플로러 3은 여러 가지 소프트웨어를 통합하고 있다.
- 인터넷 메일과 뉴스는 뉴스를 읽고 또 메일을 볼 수 있는 클라이언트다. 인터넷 익스플로러 4부터는 이 프로그램의 이름이 Outlook Express로 바뀌었다.
- 윈도우 주소록은 다른 사람의 주소를 보관할 수 있는 기능이다.
- 마이크로소프트 코믹 채팅은 텍스트로 구성된 온라인 채팅 프로그램으로. 아바타로 현재 기분과 텍스트를 표시한다. 이것은 후에 마이크로소프트 채팅 2.0이라는 이름으로 인터넷 익스플로러 4에 추가된다. (나중에 나오는 마이크로소프트 채팅하고는 다르다.).[8]
- 리얼 플레이어는 음악이나 동영상을 재생하는 프로그램이다.

후에 인터넷 익스플로러 3은 다음과 같은 프로그램을 포함한다.
- 마이크로소프트 넷미팅은 여러 사람들과 채팅을 할 수 있는 기능을 가지고 있다.
- 윈도우 미디어 플레이어 여러 가지 음악이나 동영상 포맷을 지원하는 프로그램이다.

인터넷 익스플로러 3은 마이크로소프트 자바 VM이라는 프로그램을 탑재하고 있었는데. 버전 5.5까지 탑재하다가 Sun 사와의 법적 싸움으로 6.0 버전부터는 포함하지 않는다. 새로운 기능 공개는 2001년 12월 31일까지 했으며. 2004년 6월 30일에 지원을 중단하였다.

## 지원 운영체제
인터넷 익스플로러 3.0은 윈도우 3.1, 윈도우 95, 윈도우 NT 3.51, 윈도우 NT 4.0을 지원하며,, 윈도우 95 OSR2는 버전 3.0을 탑재하고 있었지만 윈도우 98은 버전 4.0을 탑재했다. 인터넷 익스플로러 4는 운영 체제와 많이 통합되어서 인터넷 익스플로러 3으로 되돌아가기 힘들게 만들었다. 맥용 버전은 파워PC와 68k 맥을 지원하며. 윈도우용은 16비트와 32비트를 지원한다.

## 암호화
인터넷 익스플로러 3의 마지막 패치 버전은 40비트와 128비트 암호화를 지원한다.
128비트 암호화는 다음과 같은 버전에서 사용가능하다.
- 윈도우 NT 3.51 서비스팩 1용 마이크로소프트 인터넷 익스플로러 3.03
- 마이크로소프트 인터넷 익스플로러 3.02
- 매킨토시용 마이크로소프트 인터넷 익스플로러 3.0

## 버전
다른 버전과 다르게 예전 인터넷 익스플로러는 윈도우 버전 번호를 기반으로 만들어졌다. 인터넷 익스플로러 1은 4.4버전부터 시작했는데. 그 이유는 윈도우 95가 마이크로소프트 윈도우의 버전 4였기 때문이다.
- 4.70.1155 - 인터넷 익스플로러 3.0
- 4.70.1158 - 인터넷 익스플로러 3.0(윈도우 95 OSR2, OSR2.1에 포함된 버전)
- 4.70.1215 - 인터넷 익스플로러 3.01
- 4.70.1300 - 인터넷 익스플로러 3.02와 3.02a.

버전 4가 출시되기 전에 버전 3.02a는 윈도우 3.1용 마지막 인터넷 익스플로러 3이었고. 맥 OS는 3.01 버전이 마지막 버전이었다.

### 개요
| 메이저 버전 | 마이너 버전 | 출시일          | 주요 변경사항                         | 이 버전을 탑재한 프로그램 |
| ----------- | ----------- | --------------- | ------------------------------------- | ------------------------- |
| 버전 3      | 3.0 알파 1  | 1996년 3월      | HTML 테이블 및 다른 기능의 지원 향상. |                           |
| 버전 3      | 3.0 알파 2  | 1996년 5월      | VBScript와 JScript 지원 시작.         |                           |
| 버전 3      | 3.0 베타 1  | 1996년 7월      | CSS와 Java 지원 시작.                 |                           |
| 버전 3      | 3.0         | 1996년 8월 13일 | 파이널 버전.                          | 윈도우 95 OSR2, OSR2.1    |
| 버전 3      | 3.01        | 1996년 10월     | 버그 수정.                            | 맥 OS 8.1                 |
| 버전 3      | 3.02        | 1997년 3월 20일 | 버그 수정                             |                           |